# Bisimbre
Bisimbre település Spanyolországban,  Zaragoza tartományban. Bisimbre Agón községgel határos. Lakosainak száma 91 fő (2024).

## Népesség
A település népessége az utóbbi években az alábbiak szerint változott:
| Lakosok száma | 127  | 118  | 111  | 109  | 99   | 97   | 99   | 92   | 80   | 91   |
|               | 2001 | 2004 | 2007 | 2009 | 2012 | 2014 | 2017 | 2019 | 2022 | 2024 |